# Wital Mikuła
Wital Mikuła (biał. Віталь Мікула; ur. 1913 Nielepowie, zm. pod koniec 1944 lub na pocz. 1945 w obozie koncentracyjnym w Dachau) – oficer Wojska Polskiego pochodzenia białoruskiego, białoruski wojskowy, zastępca komendanta Białoruskiej Obrony Krajowej, a następnie oficer 30 Dywizji Grenadierów SS podczas II wojny światowej.
Ukończył korpus kadetów. Służył w Wojsku Polskim jako podporucznik. W 1939 przeszedł kurs artyleryjski w Grodnie. Brał udział w wojnie obronnej w 1939. Uniknął niewoli niemieckiej, udając cywila. Po ataku wojsk niemieckich na ZSRR 22 czerwca 1942 podjął współpracę z okupantami. W 1942 ukończył szkołę oficerską dla Białorusinów w Mińsku, po czym został wykładowcą spraw sztabowych i teorii wojskowości. W 1943 był autorem statutu wojskowego dla białoruskich wojskowych. Po utworzeniu w marcu 1944 Białoruskiej Obrony Krajowej (BKA) został w stopniu kapitana zastępcą jej komendanta mjr. Franciszka Kuszela. Jednocześnie działał w konspiracyjnej Białoruskiej Partii Niepodległościowej. Latem 1944 ewakuował się wraz ze sztabem BKA do Niemiec. Wszedł w skład nowo formowanej 30 Dywizji Grenadierów SS. Z powodu sprzeciwu wobec skierowaniu do niej niemieckich oficerów i Rosjan z Rosyjskiej Armii Wyzwoleńczej (ROA) został aresztowany i osadzony w obozie koncentracyjnym w Dachau, gdzie zmarł pod koniec 1944 lub na pocz. 1945.